# 椎名崎城
椎名崎城（しいなざきじょう）は、千葉県千葉市緑区椎名崎町にあった日本の城。

## 概要
椎名崎城跡は、椎名崎町と刈田子町に囲まれた東西340メートル、南北150メートル、高さ15メートルほどの広々とした台地上にある。台地上は、現在ソーラー発電所となっており、その西側に月山・湯殿山・羽黒山参拝を記念した石碑と、小さな石仏のある三段の塚があったというが、現存するか不明である。
千葉常胤の弟・胤光は、椎名五郎を称して下総国千葉荘椎名郷に居城した。この城は、大椎城の支城で、堅固な城であったという。また、胤光の長男・胤隆は、保元の乱のとき手柄を立てているほか治承年間には源頼朝に仕えた。胤隆の子は胤衡、その子は胤元で、代々椎名崎城にいたと見られる。千葉常重が大椎城から千葉に居館を移してからは、城の中に妙見を祀ったとされ、その場所が前述の三段の塚だという。
なお、胤光は治承・寿永の乱の後匝瑳南条荘を譲られ地頭職として移り住み、次男・胤知は、野手次郎を称して野手館に移り、三男・胤平は、松山三郎を称して松山城主となった。四男・時胤は、山桑四郎を称して山桑城主、五男・胤澄は、小見五郎と称し小見城主、六男・胤貞は、飯倉七郎と称し飯倉城主、七男は福岡七郎と称し、福岡郷に住んだ。いずれも、現在の匝瑳市かその周辺の市町である。
椎名崎城跡の近くには椎名神社がある。天平年間の創建と伝えられ、もともとは熊野神社であったのを椎名大明神と合祀して、現在の名称に改められた。

## アクセス
- 京成千原線　おゆみ野駅　徒歩10分